# Bell Mountain (Idaho)
Bell Mountain je hora na hranicích Lemhi County a Butte County, ve středo-východní části Idaha.
S nadmořskou výškou 3 539 metrů je druhou nejvyšší horou pohoří Lemhi Range a osmou nejvyšší horou Idaho s prominencí vyšší než 500 metrů. Bell Mountain leží ve středo-jižní části pohoří, 13,6 kilometrů severozápadně od nejvyššího vrcholu Lemhi Range Diamond Peak (3 718 m). Hora je součástí národního lesa Challis National Forest.